# Sminthurides penicillifer
Sminthurides penicillifer är en urinsektsart som först beskrevs av Jacob Christian Schäffer 1896.  Sminthurides penicillifer ingår i släktet Sminthurides, och familjen Sminthurididae. Arten är reproducerande i Sverige.